# Yegor Martynenko
Yegor Martynenko –en ucraniano, Егор Мартиненко– (1987) es un deportista ucraniano que compitió en triatlón y acuatlón.
Ganó dos medallas en el Campeonato Europeo de Triatlón, plata en 2011 y bronce en 2012. Además, obtuvo una medalla de bronce en el Campeonato Mundial de Acuatlón de 2014 y una medalla de plata en el Campeonato Europeo de Acuatlón de 2016.

## Palmarés internacional
| Campeonato Europeo | Campeonato Europeo  | Campeonato Europeo | Campeonato Europeo |
| Año                | Lugar               | Medalla            | Prueba             |
| ------------------ | ------------------- | ------------------ | ------------------ |
| 2011               | Pontevedra (España) | Medalla de plata   | Relevo mixto       |
| 2012               | Eilat (Israel)      | Medalla de bronce  | Relevo mixto       |

| Campeonato Mundial | Campeonato Mundial    | Campeonato Mundial | Campeonato Mundial |
| Año                | Lugar                 | Medalla            | Prueba             |
| ------------------ | --------------------- | ------------------ | ------------------ |
| 2014               | Edmonton (Canadá)     | Medalla de bronce  | Individual         |
| Campeonato Europeo |                       |                    |                    |
| Año                | Lugar                 | Medalla            | Prueba             |
| 2016               | Châteauroux (Francia) | Medalla de plata   | Individual         |